# Associazione Calcio Padova 1962-1963
Questa pagina raccoglie i dati riguardanti l'Associazione Calcio Padova nelle competizioni ufficiali della stagione 1962-1963.

## Stagione
Nel campionato di Serie B 1962-1963 il Padova giunse all'ottavo posto con 40 punti.

In Coppa Italia la squadra al primo turno superò il Lanerossi Vicenza per 2-1, negli ottavi di finale batté l'Inter per 2-1 a Milano, quindi venne sconfitta per 2-0 ai quarti di finale dall'Atalanta, poi vincitrice del torneo.
Quell'anno il Padova si mise in luce anche in campo europeo giungendo in finale della Coppa Piano Karl Rappan, competizione da cui nel 1995 sarebbe nata la Coppa Intertoto UEFA. Dopo aver vinto il proprio girone, i biancoscudati eliminarono nei quarti di finale l'OFK Belgrado vincendo 7-1 il ritorno dopo aver perso 4-3 in Jugoslavia. In semifinale ebbero la meglio sugli ungheresi del Pécs vincendo 4-3 in casa e 3-0 fuori.
Nella finale in gara unica del 3 aprile 1963, disputata tra le mura amiche dell'Appiani, furono sconfitti 1-0 dai cecoslovacchi dello Slovnaft Bratislava.

## Rosa
| N. |                   | Ruolo | Calciatore          |
| -- | ----------------- | ----- | ------------------- |
|    | Italia (bandiera) | P     | Alessandro Bazzoni  |
|    | Italia (bandiera) | P     | Giuseppe Bini       |
|    | Italia (bandiera) | P     | Bruno Bonollo       |
|    | Italia (bandiera) | D     | Valeriano Barbiero  |
|    | Italia (bandiera) | D     | Cristiano Cervato   |
|    | Italia (bandiera) | D     | Giovanni Fracon     |
|    | Italia (bandiera) | D     | Giampaolo Lampredi  |
|    | Italia (bandiera) | D     | Roberto Mazzanti    |
|    | Italia (bandiera) | D     | Aurelio Scagnellato |
|    | Italia (bandiera) | C     | Enrico Arienti      |
|    | Italia (bandiera) | C     | Giorgio Barbolini   |
|    | Italia (bandiera) | C     | Rino Bon            |
|    | Italia (bandiera) | C     | Giampaolo Cominato  |
|    | Italia (bandiera) | C     | Rinaldo Frezza      |

| N. |                           | Ruolo | Calciatore           |
| -- | ------------------------- | ----- | -------------------- |
|    | Italia (bandiera)         | C     | Giampiero Grevi      |
|    | Italia (bandiera)         | C     | Bernardo Rogora      |
|    | Italia (bandiera)         | C     | Carlo Vomiero        |
|    | Italia (bandiera)         | A     | Mario Boetto         |
|    | Brasile (bandiera)        | A     | Emanuele Del Vecchio |
|    | Italia (bandiera)         | A     | Giancarlo Fusato     |
|    | Italia (bandiera)         | A     | Giuseppe Galtarossa  |
|    | Germania Ovest (bandiera) | A     | Rudolf Kölbl         |
|    | Italia (bandiera)         | A     | Paolo Morosi         |
|    | Italia (bandiera)         | A     | Giuseppe Petranzan   |
|    | Italia (bandiera)         | A     | Alberto Valsecchi    |
|    | Italia (bandiera)         | A     | Carlo Zerlin         |
|    | Italia (bandiera)         | A     | Eliseo Zerlin        |

## Risultati

### Serie B

#### Girone di andata
| Arbitro: | Ferrari (Milano) |

|  |           |           |
|  | Marcatori | 53’ Kölbl |

| 23 settembre 1962 2ª giornata | Padova | 4 – 2 | Foggia & Incedit |  |

| 30 settembre 1962 3ª giornata | Padova | 0 – 0 | Bari |  |

| 7 ottobre 1962 4ª giornata | Alessandria | 2 – 0 | Padova |  |

| 13 ottobre 1962 5ª giornata | Cagliari | 0 – 0 | Padova |  |

| 9 novembre 1952 6ª giornata | Padova | 1 – 3 | Lucchese |  |

| 28 ottobre 1962 7ª giornata | Como | 0 – 2 | Padova |  |

| 4 novembre 1962 8ª giornata | Padova | 3 – 2 | Udinese |  |

| 11 novembre 1962 9ª giornata | Padova | 2 – 0 | Sambenedettese |  |

| 18 novembre 1962 10ª giornata | Messina | 2 – 1 | Padova |  |

| 25 novembre 1962 11ª giornata | Cosenza | 0 – 0 | Padova |  |

| 2 dicembre 1962 12ª giornata | Padova | 1 – 0 | Lecco |  |

| 16 dicembre 1962 13ª giornata | Catanzaro | 3 – 1 | Padova |  |

| 23 dicembre 1962 14ª giornata | Padova | 4 – 0 | Triestina |  |

| 30 dicembre 1962 15ª giornata | Verona | 1 – 1 | Padova |  |

| 6 gennaio 1963 16ª giornata | Lazio | 2 – 3 | Padova |  |

| 13 gennaio 1963 17ª giornata | Padova | 1 – 1 | Simmenthal-Monza |  |

| 20 gennaio 1963 18ª giornata | Pro Patria | 1 – 1 | Padova |  |

| 27 gennaio 1963 19ª giornata | Padova | 0 – 0 | Brescia |  |

#### Girone di ritorno
| 3 febbraio 1963 20ª giornata | Padova | 2 – 0 | Parma |  |

| 10 febbraio 1963 21ª giornata | Foggia & Incedit | 2 – 1 | Padova |  |

| 17 febbraio 1963 22ª giornata | Bari | 4 – 0 | Padova |  |

| 24 febbraio 1963 23ª giornata | Padova | 0 – 0 | Alessandria |  |

| 3 marzo 1963 24ª giornata | Padova | 2 – 1 | Cagliari |  |

| 10 marzo 1963 25ª giornata | Lucchese | 0 – 0 | Padova |  |

| 17 marzo 1963 26ª giornata | Padova | 2 – 3 | Como |  |

| 24 marzo 1963 27ª giornata | Udinese | 2 – 0 | Padova |  |

| 7 aprile 1963 28ª giornata | Sambenedettese | 2 – 1 | Padova |  |

| 14 aprile 1963 29ª giornata | Padova | 1 – 1 | Messina |  |

| 21 aprile 1963 30ª giornata | Padova | 1 – 0 | Cosenza |  |

| 28 aprile 1963 31ª giornata | Lecco | 0 – 0 | Padova |  |

| 5 maggio 1963 32ª giornata | Padova | 1 – 0 | Catanzaro |  |

| 12 maggio 1963 33ª giornata | Triestina | 3 – 1 | Padova |  |

| 19 maggio 1963 34ª giornata | Padova | 4 – 2 | Verona |  |

| 26 maggio 1963 35ª giornata | Padova | 0 – 3 | Lazio |  |

| 2 giugno 1963 36ª giornata | Simmenthal-Monza | 4 – 1 | Padova |  |

| 9 giugno 1963 37ª giornata | Padova | 1 – 1 | Pro Patria |  |

| 16 giugno 1963 38ª giornata | Brescia | 0 – 1 | Padova |  |

## Statistiche

### Statistiche di squadra
| Competizione | Punti | In casa | In casa | In casa | In casa | In casa | In casa | In trasferta | In trasferta | In trasferta | In trasferta | In trasferta | In trasferta | Totale | Totale | Totale | Totale | Totale | Totale | DR |
| Competizione | Punti | G       | V       | N       | P       | Gf      | Gs      | G            | V            | N            | P            | Gf           | Gs           | G      | V      | N      | P      | Gf     | Gs     | DR |
| ------------ | ----- | ------- | ------- | ------- | ------- | ------- | ------- | ------------ | ------------ | ------------ | ------------ | ------------ | ------------ | ------ | ------ | ------ | ------ | ------ | ------ | -- |
| Serie B      | 40    | 19      | 10      | 6       | 3       | 30      | 19      | 19           | 4            | 6            | 9            | 15           | 28           | 38     | 14     | 12     | 12     | 45     | 47     | -2 |
| Coppa Italia |       | 1       | 1       | 0       | 0       | 2       | 1       | 2            | 1            | 0            | 1            | 2            | 3            | 3      | 2      | 0      | 1      | 4      | 4      | 0  |
| Totale       |       | 20      | 11      | 6       | 3       | 32      | 20      | 21           | 5            | 6            | 10           | 17           | 31           | 41     | 16     | 12     | 13     | 49     | 51     | -2 |

### Statistiche dei giocatori
| Giocatore      | Serie B  | Serie B | Coppa Italia | Coppa Italia | Totale   | Totale |
| Giocatore      | Presenze | Reti    | Presenze     | Reti         | Presenze | Reti   |
| -------------- | -------- | ------- | ------------ | ------------ | -------- | ------ |
| E. Arienti     | 24       | 1       | ?            | ?            | 24+      | 1+     |
| V. Barbiero    | 2        | 0       | ?            | ?            | 2+       | 0+     |
| G. Barbolini   | 32       | 2       | ?            | ?            | 32+      | 2+     |
| A. Bazzoni     | 11       | ?       | ?            | ?            | 11+      | ?      |
| G. Bini        | 18       | ?       | ?            | ?            | 18+      | ?      |
| M. Boetto      | 1        | 0       | ?            | ?            | 1+       | 0+     |
| R. Bon         | 15       | 1       | ?            | ?            | 15+      | 1+     |
| B. Bonollo     | 9        | ?       | ?            | ?            | 9+       | ?      |
| C. Cervato     | 24       | 0       | ?            | ?            | 24+      | 0+     |
| G. Cominato    | 7        | 2       | ?            | ?            | 7+       | 2+     |
| E. Del Vecchio | 4        | 0       | ?            | ?            | 4+       | 0+     |
| G. Fracon      | 4        | 1       | ?            | ?            | 4+       | 1+     |
| R. Frezza      | 6        | 1       | ?            | ?            | 6+       | 1+     |
| G. Fusato      | 11       | 1       | ?            | ?            | 11+      | 1+     |
| G. Galtarossa  | 15       | 0       | ?            | ?            | 15+      | 0+     |
| G. Grevi       | 33       | 0       | ?            | ?            | 33+      | 0+     |
| R. Kölbl       | 38       | 17      | ?            | ?            | 38+      | 17+    |
| G. Lampredi    | 12       | 0       | ?            | ?            | 12+      | 0+     |
| R. Mazzanti    | 26       | 6       | ?            | ?            | 26+      | 6+     |
| P. Morosi      | 23       | 5       | ?            | ?            | 23+      | 5+     |
| G. Petranzan   | 2        | 0       | ?            | ?            | 2+       | 0+     |
| B. Rogora      | 29       | 0       | ?            | ?            | 29+      | 0+     |
| A. Scagnellato | 32       | 0       | ?            | ?            | 32+      | 0+     |
| A. Valsecchi   | 4        | 0       | ?            | ?            | 4+       | 0+     |
| C. Vomiero     | 2        | 0       | ?            | ?            | 2+       | 0+     |
| C. Zerlin      | 12       | 1       | ?            | ?            | 12+      | 1+     |
| E. Zerlin      | 22       | 4       | ?            | ?            | 22+      | 4+     |